# Sarasdorf
Sarasdorf ist eine Ortschaft in der Gemeinde Trautmannsdorf an der Leitha. Die Ortschaft hat 547 Einwohner (Stand: 1. Jänner 2015) und liegt zwischen der Ostbahn und der Leitha an der L163.

## Geschichte
Die urkundliche Nennung 1044 ist eine Fälschung. 1232 Nennung als Saraxdorf. Der Name des Dorfes wird von „Sarach“ abgeleitet, was so viel bedeutet wie Sumpf mit Schilf. Damit war das Dorf gemeint, dessen Umgebung schilfreich ist.
Am 16. Juli 1515 trafen sich Kaiser Maximilian I. von Habsburg, König Sigismund von Polen und König Ladislaus II. von Böhmen und Ungarn in Sarasdorf. Eine Woche später wurden von diesen drei Herrschern in Wien wichtige Verträge unterschrieben. Die Habsburger erbten aufgrund der Verträge 1526 das Land Böhmen und das Land Ungarn. Zum Gedenken an dieses Treffen, wurden an der Stelle der Zusammenkunft drei Rusten (= Ulmen) gepflanzt. Noch heute erinnert ein kleiner Park mit einem Gedenkstein an die genaue Stelle des Zusammentreffens.
1875 wurde der Altar aus der Wiener Augustinerkirche, vor dem Kaiser Franz Joseph und Kaiserin Sissi geheiratet haben, in die Pfarrkirche Sarasdorf übertragen.
Im Jahre 1968 wurde Sarasdorf nach Trautmannsdorf eingemeindet.

## Wappen
Das Ortswappen von Sarasdorf zeigt einen Fluss und darüber drei Ulmen. Der goldene Hintergrund des Wappens steht für kultiviertes Land – für Felder, Gärten, Ackerbau und Weinbau. Der Fluss ist ein Symbol für die Leitha und die frühere sumpfige Gegend rund um den Fluss. Die drei Ulmen (Rusten) erinnern an das bedeutende Ereignis im Gebiet der KG Sarasdorf: Das Drei-Monarchen-Treffen am 16. Juli 1515.

## Sehenswürdigkeiten
- Katholische Pfarrkirche Sarasdorf hl. Ulrich
- Tabernakelpfeiler
- Drei-Rusten-Denkmal: Steinstele mit Inschrift und Relief aus dem 20. Jahrhundert

## Verkehr
Sarasdorf liegt an der Ostbahn bzw. der S-Bahnlinie S60 und hat somit eine Anbindung an den öffentlichen Verkehr. Durch die Landesstraße L163 ist Sarasdorf mit Bruck an der Leitha und Götzendorf an der Leitha verbunden. Zwei Kilometer nördlich des Ortes verläuft die B10, die nach Wien und Schwechat bzw. Bruck an der Leitha führt.

## Infrastruktur
Im Dorf gibt es ein Gemeindeamt, einen Kindergarten, einen Sportplatz, mehrere Heurigenlokale, holzverarbeitende Betriebe und ein Autohaus.